# Kim Possible (personaje)
Kimberly Ann Possible es un personaje ficticio y la protagonista del título de la serie animada de televisión de Disney Channel Kim Possible, expresado por la actriz Christy Carlson Romano. Creado por Bob Schooley y Mark McCorkle, el personaje debutó en  piloto "Crush", que se estrenó el 7 de junio de 2002. Después de protagonizar cada uno de los programas  84 episodios, Kim hizo su aparición final en el último episodio " Graduación, Parte 2", que se emitió originalmente el 7 de septiembre de 2007. Una animadora de la escuela secundaria en la luna cuando era adolescente luchadora contra el crimen, la mayoría de las misiones de Kim implican que ella frustra los planes de sus archienemigos Dr. Drakken, científico loco, todo el tiempo haciendo frente a los desafíos cotidianos comúnmente asociados con la adolescencia.
Inspirados por sus propias hijas, Schooley y McCorkle concibieron a Kim como una adolescente capaz de hacer cualquier cosa, basando el personaje en su propio héroe de la infancia, James Bond. Al darse cuenta de la falta de protagonistas femeninas fuertes en la televisión animada para niños, decidieron revertir los roles de género tradicionales al hacer de Kim el héroe de acción del programa acompañado de un compañero cómico masculino en la forma del mejor amigo convertido en novio Ron Stoppable. Desprovisto de superpoderes y una identidad secreta a diferencia de los superhéroes tradicionales, las habilidades de lucha contra el crimen del personaje se basan en su experiencia de porristas, lo que la hace más identificable con los jóvenes espectadores. Originalmente diseñado como una bomba basada en el personaje Lara Croft del videojuego Tomb Raider, la apariencia de Kim finalmente se modificó para parecerse a una adolescente.
Cuando Kim Possible se estrenó en 2002, Kim fue instantáneamente apreciado por el público femenino y masculino. Desde entonces, el personaje ha sido recibido de manera muy positiva por los críticos, que la aclamaron como un modelo positivo para las mujeres jóvenes, mientras la comparaban en gran medida con las heroínas de la televisión similares a la lucha contra el crimen, Buffy Summers, de Buffy the Vampire Slayer, y Sydney Bristow, de Alias . la precedió Kim también se ha ganado el respeto de las críticas feministas , quienes apreciaron al personaje por desafiar los roles de género y desafiar los estereotipos negativos comúnmente asociados con las animadoras. Un pionero de la moda, también se cree que el vestuario del personaje ayudó a popularizar el uso de blusas y pantalones cargo a principios de la década de 2000. El éxito del programa inspiró el lanzamiento de dos películas de televisión, Kim Possible: A Sitch in Time (2003) y Kim Possible Movie: So the Drama (2005), así como una serie de videojuegos, en la que Kim protagoniza.